# Johann Heinrich Schellenbauer
Johann Heinrich Schellenbauer (auch Schellenbaur; * 18. Januar 1643 in Brackenheim; † 10. Dezember 1687 in Stuttgart) war ein deutscher evangelisch-lutherischer Theologe.

## Leben
Schellenbauer stammte aus ärmlichen Verhältnissen und wurde bereits früh Waise. Der örtliche Pfarrer sah für ihn eine Laufbahn als Geistlicher vor und bereitete ihn darauf vor. Er besuchte die Seminare ab 1658 in Maulbronn und ab 1660 in Bebenhausen. Seine Immatrikulation an der Universität Tübingen erfolgte am 21. Januar 1661. Dort erlangte er am 3. August 1661 den Bakkalaureusgrad, wurde in der Folge Stipendiat am Tübinger Stift und am 16. März 1664 zum Magister graduiert. Er tat sich im Sprachenstudium ebenso hervor wie im Studium  der Theologie und Philosophie.
Schellenbauer wurde nach dem Studium 1666 zunächst Präzeptor in Maulbronn, bevor er 1669 als Diakon nach Leonberg kam. Dort heiratete er Anna Maria Ströling. 1672 kam er als Oberdiakon nach Göppingen, von dort aus 1678 nach Stuttgart. In Stuttgart wurde Schellenbauer zunächst Diakon an der Hospitalkirche. 1681 wurde er erst Unterdiakon an der Stuttgarter Stiftskirche, 1682 dann erster Diakon. Es folgte die Ernennung  1683 als Stadtpfarrer an der Stuttgarter Leonhardskirche, 1685 als Abendprediger an der Stiftskirche.
Schellenbauer bemühte sich neben seiner Tätigkeit als Geistlicher um ein Lehramt. 1686 wurde er am neugegründeten Stuttgarter Gymnasium Illustre zum Professor für Logik, Metaphysik und Hebräisch ernannt und durfte die oberen Klassen unterrichten. Er war ein beliebter Prediger, der auch bei der Witwe des Herzogs Magdalena Sibylla Anklang fand.
Schellenbauer hatte einen großen Teil seines Lebens mit seiner schwachen körperlichen Konstitution zu kämpfen und starb entsprechend früh an Entkräftung.

## Publikationen
- Compendium logices, 1682.
- Geistliche Herz- und Seelenbereitung, 2. Auflage 1688.
- Schrifftmäßige Anweisung zu dem wahren lebendigen Christenthum, 1694.